# Pamplie
Pamplie é uma comuna francesa na região administrativa da Nova Aquitânia, no departamento de Deux-Sèvres. Estende-se por uma área de 12,29 km². Em 2010 a comuna tinha 272 habitantes (densidade: 22,1 hab./km²).